# Absarokit
Absarokit je druh bazických vyvřelých hornin, vysokodraselná varieta bazaltu. Patří do tzv. šošonitové série. Je typický pro prostředí vyvinutých ostrovních oblouků s hrubším typem zemské kůry. V některých případech byl zaznamenán i v riftových strukturách zaobloukových pánví.
Horninu popsal v roce 1895 J. P. Eddings a pojmenoval ji podle pohoří Absaroka Range v Yellowstonském národním parku.
Nachází se například ve vulkánu Katamata na Japonských ostrovech nebo na Damávandu v Íránu.